# Xicution
Xicution (ausgesprochen: Execution) ist eine deutsche Death-Metal-Band aus Eberswalde.

## Geschichte
Xicution wurde im März 2011 von Jano Zombie und Sio Resistor gegründet. Drei Monate später veröffentlichte die Band ihr erstes Demo Insane.
Im August 2011 wurde Pest Morten als fester Schlagzeuger für die Band bestätigt. Zusammen arbeiteten die drei an ihrem ersten Album Zombie War. Im Oktober 2011 wurde die Zombie War–CD, in Eigenregie, veröffentlicht. Anfang 2012 wurde Mirko O.D. als zweiter Gitarrist bestätigt. Am 22. September 2012 fand das erste Xicution–Konzert am Werbellinsee statt.
Im April 2013 trennte sich die Band von Gitarrist Mirko O.D., da es zu persönlichen Problemen innerhalb der Band kam. Sänger Jano entschied sich den Bass an den Nagel zu hängen und sich komplett auf den Gesang zu konzentrieren. Als Ersatz für Mirko O.D. und den fehlenden Bass kam Hagen E.D.I.C. in die Band und übernahm den Tieftöner. Beim Protzen Open Air 2013 wurde das zweite Album Posterity, ebenfalls in Eigenregie, veröffentlicht. Die Reviews zum neuen Album waren sehr positiv. Live spielten Xicution danach unter anderem beim Headache Inside Festival und in diversen Clubs. Es folgten Konzerte mit z. B. Debauchery, Goregast oder beim Rock for Roots Festival 2014. Ende 2014 verließ Hagen E.D.I.C. die Band aus persönlichen Gründen wieder. Kurz danach wurde Chris Subsessor (aka L.V.X. Schlagzeuger von Darkmoon Warrior) als neuer Bassist vorgestellt. 2015 zog sich die Band etwas zurück und begann mit der Arbeit an der MCD Infected. Im Dezember 2015 wurde die Split–CD We Kill the Red God mit den Zwickauer Death–Metal–Musikern von Carnage veröffentlicht. Im Rahmen des Frostfeuernächte–Festivals wurde im Februar 2016 die MCD Infected veröffentlicht. Kurz nach diesem Konzert gab die Band bekannt, dass ab sofort ein weiterer Gitarrist bei Xicution mitspielt. Shred, der bereits vorher mit Jano Zombie bei der Melodic Death Metal–Band Splitting Society und bei der Berliner Thrash-Metal-Band Respawn spielte, übernahm die Leadgitarre. Zum 5-jährigen Bestehen veröffentlichte die Band ihre Posterity CD noch einmal, in einer remasterten Version mit fünf Bonussongs, die derZombie War–CD entnommen wurden. 2016 unterschrieb Xicution einen Vertrag beim Label Brett Hard Records.
Es folgten weitere Konzerte und Festivals, unter anderem beim Protzen Open Air, Chronical Moshers Open Air, Gahlen Moscht Festival und Konzerte mit Asphyx, Arroganz, Debauchery und anderen.
Anfang 2017 verließ Shred die Band, da es zu Differenzen kam. Der langjährige Schlagzeuger Pest Morten verließ die Band ebenfalls, aus privaten Gründen. Das Schlagzeug wurde mit Fjalli neu besetzt. Xicution spielen seit 2017 wieder nur mit einer Gitarre.
2019 unterschrieb Xicution einen Vertrag bei Kernkraftritter Records und am 1. Februar 2019 wurde die MCD Infected über das Label als Digital Version veröffentlicht.
Ende 2019 zog sich die Band erneut zurück, um an dem neuen Album For the World Beyond zu arbeiten.
In der Zeit verließ Chris die Band und wurde Ende 2019 durch Julian Sander ersetzt. Am 31. Oktober 2021 wurde die erste Single und der Titeltrack World Beyond via Kernkraftritter Records weltweit über alle digitalen Plattformen veröffentlicht.
Am 11. Februar 2022 wurde das dritte Album „For The World Beyond“ über das deutsche Label Kernkraftritter Records veröffentlicht. Das Album wurde von der Presse sehr gut aufgenommen.

## Stil
Textlich ist die Band von der TV-Serie The Walking Dead inspiriert, aber auch menschliche Abgründe oder Endzeitszenarien werden thematisiert. Instrumentalisch geht es klassisch zu: Old School Death Metal, der Wert auf Groove und rollende Riffs legt. Es finden sich auch teilweise Thrash Metal oder sogar Black Metal–Parts in den Songs wieder. Mit der CD For the World Beyond schlägt die Band aber härtere Töne an. Die Musik setzt mehr auf Brutalität und Schnelligkeit und ist technisch ausgereifter als das, was die Band zuvor produzierte. Xicution bezeichnen ihre Musik mittlerweile als Zombie (Death) Metal, da Einflüsse aus den Bereichen Tech Death Metal, Black Metal, Grindcore und Thrash Metal ihren Einzug gefunden haben.

## Diskografie
- 2011: Insane (Demo, Eigenveröffentlichung)
- 2011: Zombie War (LP, Eigenveröffentlichung)[1]
- 2013: Posterity (LP / Eigenveröffentlichung)
- 2015: We Kill the Red God (Split mit der Band Carnage aus Zwickau, Eigenveröffentlichung)[2]
- 2016: Infected (EP, Bret Hard Records)[3]
- 2022: For the World Beyond (LP Digi/Download, Kernkraftritter Records)[4]